# Satélite Etalon
Etalon es una familia de satélites geodésicos pasivos Rusos (Etalon-1, Etalon-2) dedicados a las Mediciones Láser a Satélites.

## Características
Los satélites Etalon tienen un cuerpo esférico recubierto de una aleación de aluminio-titanio. Tiene un diámetro de 1,294 metros y una masa aproximada de 1,415 kilogramos. Su exterior está cubierto con 2146 retro-reflectores.
Estos satélites no tienen a bordo ningún sensor o dispositivo electrónico y no tienen sistemas de control de actitud. Se mueven en órbita circular libre alrededor de la tierra, a una altitud aproximada de 19,120 km. Su periodicidad es de aproximadamente 676 minutos, es decir, pasan por un mismo punto cada 11,3 horas aproximadamente.

## Objetivos de la misión
Etalon-1 fue el primer satélite geodinámico puesto en órbita por la Unión Soviética. Fue lanzado en 1989 conjuntamente con dos satélites GLONASS (GLObal'naya NAvigatisionnay Sputnikovaya Sistema). 
En comparación con satélites geodésicos con retrorreflectores láser de otros países, los satélites Etalon orbitan a una elevada altitud. Esta fue elegida para determinar con gran precisión un marco de referencia terrestre, los parámetros de rotación de la tierra y la longitud de las VLBI (Líneas de Base), así como afianzar el estudio del campo gravitatorio terrestre y obtener con mayor precisión la "constante gravitacional selenocéntrica" (Estudio de la órbita de la Luna).

## Instrumentos de medición
Estos satélites fueron construidos específicamente para ser usados en el sistema de Mediciones Láser a Satélites, por tanto, los únicos "instrumentos" de medición a bordo son los 2146 retroreflectores del tipo "esquina de cubo", 2140 de ellos están hechos de aleación de sílice y vidrio, mientras que los otros 6 de germanio para obtener mediciones en el espectro infrarrojo para el estudio experimental de reflectividad y orientación de satélites.
Las Mediciones láser a Satélites (siglas en inglés SRL) básicamente consisten en enviar pulsos o destellos de luz láser desde estaciones en tierra a los satélites. Estos rayos láser vuelven a la estación en tierra después de golpear los retroreflectores; el tiempo que demora el haz de luz en ir y volver es medido con mucha precisión y con esto es posible determinar la distancia que separa al satélite de la estación en tierra con un margen de error de solo unos milímetros.
Las estaciones terrestres SLR están situadas en muchos países (Alemania, Argentina, Australia, Chile, China, EE. UU., Egipto, Francia, Italia, Japón, México, Perú, Polonia, entre otros) y están agrupadas en el ILRS (siglas en inglés "The International Laser Ranging Service"). Los datos de estas estaciones están disponibles para los investigadores que estudian dinámicas corticales.

## Información del lanzamiento
- Etalon-1 lanzado el 10 de enero de 1989.
- Etalon-2 lanzado el 31 de mayo de 1989.

Ambos fueron lanzados en dos misiones diferentes utilizando el mismo Cohete, un Proton-K Blok-DM-2. Además en cada misión se enviaron junto con cada satélite Etalon dos satélites GLONASS.